# スカイ・ハイ (2005年の映画)
『スカイ・ハイ』（原題：Sky High）は、2005年制作のアメリカ合衆国の映画。
スーパーパワーを持つスーパーヒーローを育てる空の上の学校“スカイ・ハイ”を舞台に、史上最強のスーパーヒーロー夫婦の息子を主人公に描いたSFコメディ映画。ウォルト・ディズニー・ピクチャーズ制作。

## あらすじ
空の上にあるスーパーパワーを持つスーパーヒーローを育てる学校“スカイ・ハイ”に、今年も特殊能力に恵まれた少年少女たちが新入生として入学してくる。
その中には、史上最強のスーパーヒーロー夫婦として知られたザ・コマンダーとジェットストリームの1人息子ウィル・ストロングホールドもいた。
しかし、ウィルは未だにスーパーパワーが備わっていなかったため、落ちこぼれ組に編入されてしまう。
ウィルはスカイ・ハイでの学園生活をスタートするが、その学園生活は前途多難であった。

## キャスト
- ウィル・ストロングホールド：マイケル・アンガラノ（吹替：浪川大輔）
- スティーヴ・ストロングホールド/ザ・コマンダー：カート・ラッセル（吹替：大塚芳忠）
- ジョジー・ストロングホールド/ジェットストリーム：ケリー・プレストン（吹替：深見梨加）
- レイラ・ウィリアムズ：ダニエル・パナベイカー（吹替：小笠原亜里沙）
- グウェンドリン"グウェン"・グレイソン：メアリー・エリザベス・ウィンステッド（吹替：山田里奈）
- ブーマー：ブルース・キャンベル（吹替：内田直哉）
- メドゥラ：ケヴィン・マクドナルド（吹替：岩崎ひろし）
- ボーイ：デイヴ・フォーリー（吹替：仲野裕）
- パワーズ校長：リンダ・カーター（吹替：高島雅羅）
- ウォレン・ピース：スティーヴン・ストレイト（吹替：土田大）
- ペニー：マリカ・カディージャ（吹替：朴璐美）
- マジェンダ：ケリー・ヴィッツ（吹替：浅川悠）
- ザック：ニコラス・ブラウン（吹替：坪井智浩）
- ラリー：ローレン・バーマン（吹替：青木誠）
- イーサン：ディー・ジェイ・ダニエルズ（吹替：阪口大助）
- ロン：ケヴィン・ヘファーナン（吹替：朝倉栄介）
- ラッシュ：ジェイク・サンドウィグ（吹替：加瀬康之）
- スペックス：クロリス・リーチマン

その他声の出演：楠見尚己、多田野曜平、田中英樹、小川一樹、斎藤恵理、井浦愛、伊藤和晃、火野カチコ

## スタッフ
- 製作総指揮：マリオ・イスコヴィッチ、アン・マリー・サンダーリン
- 製作：アンドリュー・ガン
- 監督：マイク・ミッチェル
- 脚本：ポール・ヘルナンデス、ボブ・スクーリー、マーク・マコークル
- 音楽：マイケル・ジアッチーノ
- 撮影：シェリー・ジョンソン
- 編集：ピーター・アマンドソン

### 日本語版制作スタッフ
- 演出：向山宏志
- 翻訳：原口真由美
- 調整：上村利秋
- 録音制作：スタジオ・エコー
- 制作監修：山本千絵子
- 日本語版制作：DISNEY CHARACTER VOICES INTERNATIONAL, INC.